# Elittárs
Az ELITTÁRS egy online társkereső szolgáltatás, amely mögött a berlini székhelyű Affinitas GmbH áll. A cég 2008-as alapítása óta immár 25 országban üzemeltet online társkereső szolgáltatást, a magyar piacon 2012 decembere óta van jelen.

## Történet
A magyar honlap, az ELITTÁRS társkereső oldal 2012 decemberében indult. A szolgáltatást a berlini székhelyű Affinitas GmbH üzemelteti. A céget az alapítók, Lukas Brosseder és David Khalil a Rocket Internet inkubátor segítségével 2008 novemberében hozták létre. Az Affinitas GmbH első társkereső szolgáltatása a német eDarling volt, jelenleg világszerte összesen 25 országban működtet online társkereső szolgáltatást: Ausztrália, Ausztria, Belgium, Chile, Csehország, Dánia, Dél-afrikai Köztársaság, Egyesült Királyság, Finnország, Franciaország, Hollandia, Írország, Kanada, Lengyelország, Magyarország, Mexikó, Németország, Norvégia, Olaszország, Oroszország, Spanyolország, Svájc, Svédország, Szlovákia és Új-Zéland.

## Szolgáltatás
Az ELITTÁRS társközvetítő szolgáltatása középpontjában egy olyan algoritmus áll, amely a felhasználók összeillőségét demográfiai adatok, személyes preferenciák és egy pszichológiai személyiségteszt eredménye alapján számítja ki.
A felhasználók a regisztráció során közel 300 kérdésből álló személyiségtesztet töltenek ki, amely a Big Five személyiségvizsgáló eljárásra épül. A Big Five, az ötfaktoros személyiségmodell alapján a személyiséget öt, egymástól független dimenzió alkotja: az extraverzió, a barátságosság, a lelkiismeretesség, a nyitottság és a neurocitás.

## Tagság és költségek
A regisztráció, a személyiségteszt kitöltése és kiértékelése, valamint az oldal szolgáltatásaihoz korlátozott hozzáférést biztosító alaptagság ingyenesen elérhető. A szolgáltatás egyes funkciói, mint az üzenetváltás kizárólag Prémium tagság esetén vehető igénybe, amely egy, három, hat és tizenkét hónapos időszakra váltható. Az árak a futamidő függvényében változnak.

## Kutatási együttműködés
A tudományos személyiségtesztet Európa-szerte évente kb. 5 millió felhasználó tölti ki az ELITTÁRS anyavállalata, az Affinitas GmbH által működtetett társkeresőkön. 2011 óta az Affinitas GmbH az adatok egy részét – teljes anonimitás biztosítása mellett – tudományos kutatók nemzetközi tanulmányaihoz bocsátja rendelkezésére, többek között a berlini Humboldt Egyetem, az angliai Southampton Egyetem, a hollandiai Groningen Egyetem valamint az egyesült államokbeli Duke Egyetem részére. Az anonim adatok pszichológiai és szociológiai kérdéskörökben végzett kutatások alapját képzik, az eredmények tudományos szaklapokban jelentek meg. Többek között Gebauer et al. ezen adatok alapján vizsgálta az utónevek szerepét a párválasztásban, továbbá a kultúra, vallás és mentális egészség összefüggéseit. Mindkét kutatás eredménye megjelent a Psychological Science és Social Psychological and Personality Science szaklapokban.
Emellett az ELITTÁRS időről időre önálló, az egyedülállók attitűdjeit vizsgáló mini-kutatásokat is készít: Mire vágynak az egyedülállók karácsonykor? Mi alapján döntenek, hogy személyesen is találkoznak-e az online megismert személyekkel? Mennyire játszik szerepet a politika a párválasztásban? A kutatási eredmények nemcsak a felhasználók számára relevánsak, hanem közéleti diskurzust is generálnak, a felmérések eredményeivel például a Heti Hetes közéleti szórakoztató műsor és több országos médium is foglalkozott.

## Kritika
Az ELITTÁRS szolgáltatását több kritika is érte. A felhasználók kifogásolták az összesen 283 kérdést tartalmazó komplex személyiségteszt hosszát és így a regisztrációra fordítandó időt. A regisztrációt követően az oldal számos funkciója, mint az üzenetváltás, illetve a fényképek megtekintése nem képezi az ingyenesen elérhető szolgáltatások részét. Továbbá a kezdeti nagy érdeklődés túlterhelte az ügyfélszolgálatot, ezért a felhasználók eleinte megkésve tudták törölni tagságukat. A sok rossz tapasztalat következtében született Facebook-panaszoldal is.

## Elismerések
Az ELITTÁRS német testvéroldala, az eDarling társkereső oldal 2010-ben elnyerte a német TÜV (Technischer Überwachungs-Verein – Műszaki Ellenőrzési Egyesület) s@fer-shopping (biztonságos internetes vásárlás) minőségbiztosítási tanúsítványát. Ehhez az oldal adatvédelmi rendszerét 100 különböző szempont alapján vizsgálták, többek között a személyi adatok biztonsága tekintetében.